# Lasse Bøchman

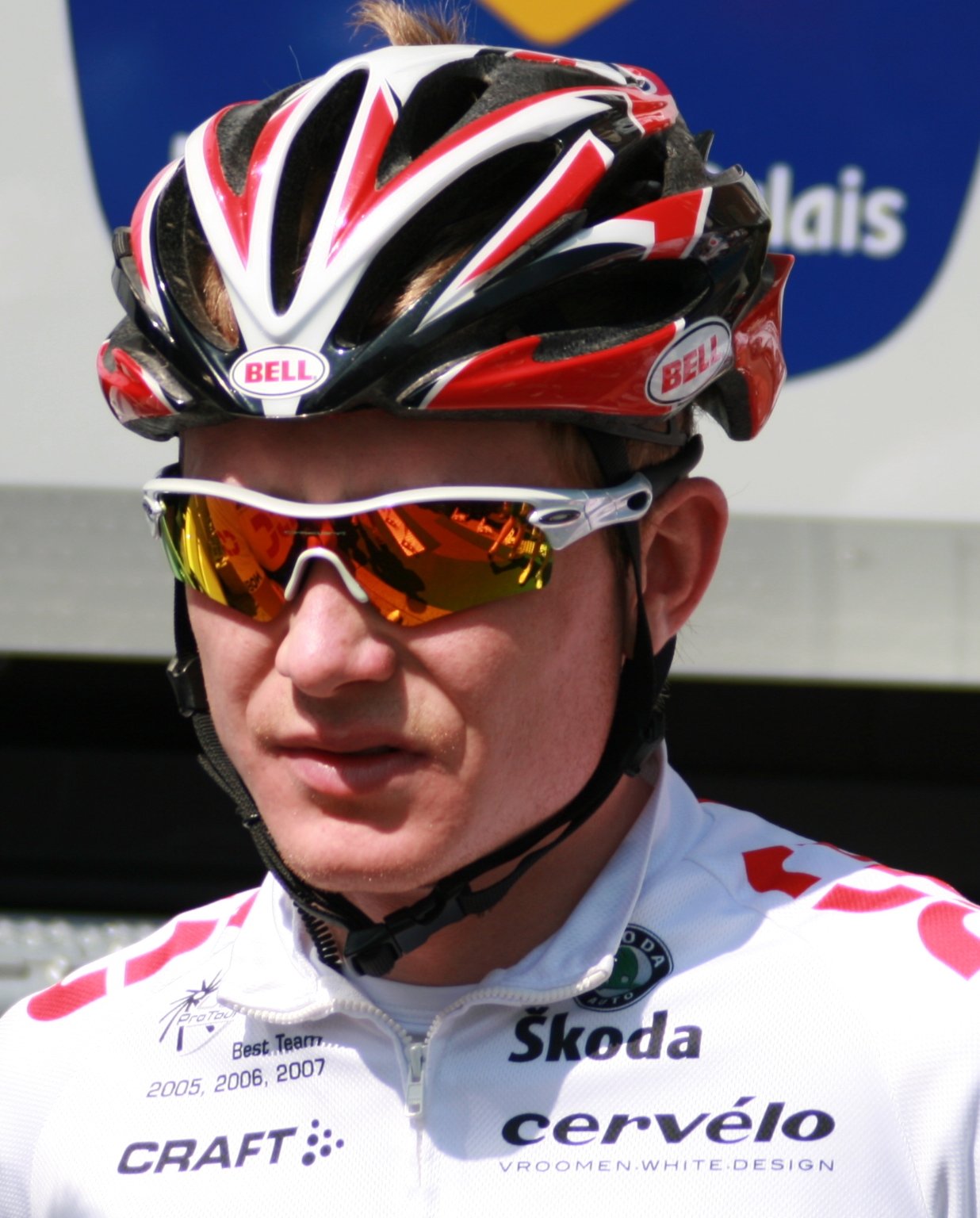
Lasse Bøchman bei den Vier Tagen von Dünkirchen 2008

Lasse Bøchman (* 13. Juni 1983 in Næstved) ist ein dänischer Straßenradrennfahrer.
Lasse Bøchman begann seine Karriere 2003 bei dem dänischen Radsportteam CK Kronborg Pro. In der Saison 2005 fuhr er für das Continental Team Glud & Marstrand Horsens. Hier konnte er die Gesamtwertung des Eidsvollrittet für sich entscheiden. 2006 wechselte er zum Team GLS, ehe er 2007 wieder zu Glud & Marstrand zurückkam. Ende des Jahres fuhr er für das Team CSC als Stagiaire, wo er einen Vertrag ab Mai 2008 erhielt. Nach zwei weniger erfolgreichen Jahren wechselte er wieder zurück zu Glud & Marstrand. Hier konnte er 2010 die Gesamtwertung des Flèche du Sud für sich entscheiden.

## Erfolge
2010
- Gesamtwertung Flèche du Sud

2011
- Gesamtwertung und eine Etappe Flèche du Sud
- Dänischer Meister – Teamzeitfahren

2012
- Dänischer Meister – Teamzeitfahren

## Teams
- 2003 CK Kronborg Pro

- 2005 Glud & Marstrand Horsens
- 2006 Team GLS
- 2007 Glud & Marstrand Horsens
- 2007 Team CSC (Stagiaire)
- 2008 Glud & Marstrand Horsens (bis 30. April)
- 2008 Team CSC-Saxo Bank (ab 1. Mai)
- 2009 Team Saxo Bank
- 2010 Glud & Marstrand-LRØ Rådgivning
- 2011 Glud & Marstrand-LRØ
- 2012 Glud & Marstrand-LRØ
- 2013 J.Jensen-Ramirent (bis 31. Juli)
- 2014 Cult Energy Vital Water